# FC Nový Bor
FC Nový Bor je fotbalový klub z Nového Boru, účastník Divize B. Klub byl založen 20. července 1945.

## Historie
Klub byl při svém založení v roce 1945 zařazen do II. třídy. V roce 1976 tým postoupil do Krajského přeboru a v roce 1982 poprvé do Divize B. Tam se kromě jedné sezóny udržel až do roku 1990, kdy sestoupil. Zpět se klub probojoval až po patnácti letech.

## Historické názvy
- 1945 - SK Bor u České Lípy
- 1948 - SK Nový Bor
- 1949 - Sokol Nový Bor založe
- 1950 - Sokol Spoza Nový Bor
- 1950 - Sokol Borokrystal Nový Bor
- 1953 - Jiskra Nový Bor
- 2015 - FC Nový Bor